# Лазер (класс гоночных яхт)
Лазер или ILCA 7— класс гоночных швертботов международного класса. Строгий монотип. Экипаж — 1 человек. Вооружение — кэт. Конструктор — Брюс Кирби.
Конструкция отличается простотой, что позволило шверботу стать одним из самых популярных гоночных яхт-динги. Общее количество построенных в мире «Лазеров» приближается к 200 тысячам штук.
Изготавливается монопольно одним предприятием, имеющим филиалы на континентах.
Правила класса Лазер формулируются и управляются Международной ассоциацией класса (International Laser Class Association (ILCA)). Аббревиатура ILCA возникла как следствие спора о торговой марке.

## Описание класса
В 1969 году канадский яхтсмен и конструктор яхт Брюс Кирби задумался о создании небольшого швертбота, который можно было бы легко перевозить на крыше автомобиля. С задачей он справился, и на свет появился «Лазер» — легкая, дешевая и динамичная яхта.

Для своего времени «Лазер» имел революционный дизайн. Эта яхта обладает полностью герметичным корпусом объёмом несколько сотен литров и небольшим кокпитом. Масса корпуса около 60 кг обеспечивает «Лазеру» большой запас плавучести, поэтому этот швертбот легко восстановить в исходное положение после опрокидывания. 

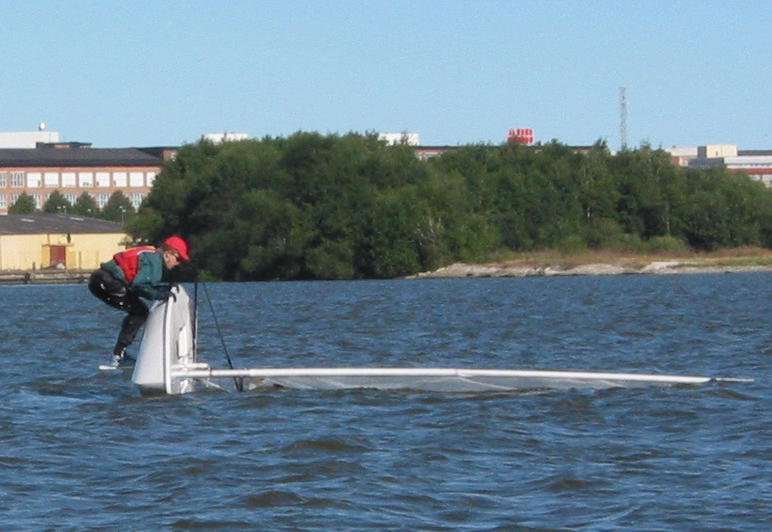
Постановка «Лазера» на ровный киль после опрокидывания

Яхта вооружена одним парусом (вооружение кэт) и рассчитана на одного человека. От более старого олимпийского швертбота-одиночки «Финн» её отличает более простая конструкция и меньшее количество регулировок и настроек паруса. Тем не менее, управление «Лазером», особенно в свежий ветер, требует от рулевого хорошего мастерства, реакции и координации.
Мачта выполнена составной из двух частей алюминиевых труб, чтобы облегчить транспортировку. Перед выходом яхтсмен соединяет две части мачты, вставляет ее в специальный рукав на парусе и устанавливает мачту с парусом в специальный стакан в корпусе. Вооружить «Лазер» до гоночного состояния после транспортировки можно буквально за считанные минуты. Эта простота очень помогла «Лазеру» стать популярным: сегодня это самый многочисленный олимпийский класс в мире. «Лазер» — строгий монотип: все корпуса изготавливаются абсолютно идентичными, а паруса кроятся по одинаковым лекалам с точностью до долей миллиметра. Это обстоятельство приводит к очень плотной борьбе на дистанции.
«Лазер» очень быстро стал популярной яхтой как среди любителей пляжного отдыха, так и среди более профессиональных яхтсменов. Еще в 80-х годах американские финнисты активно тренировались на «Лазере»: «Лазер» — более лёгкая и вёрткая лодка, чем «Финн», поэтому таким образом олимпийцы тренировали свою реакцию и координацию. Хотя физически «Финн» — гораздо более тяжелый класс.
Первый чемпионат мира в классе «Лазер» был проведен в 1974 году на Бермудах и собрал представителей 24 стран. В 1996 году на Олимпийских Играх в Атланте «Лазер» дебютировал как новый олимпийский класс для мужчин. В отличие от «Финна», где за редкими исключениями вес яхтсмена, рассчитывающего на успех, должен быть больше 85 кг, в «Лазере» можно добиться хорошего результата даже при весе в 70 килограмм. Поэтому с 1996 года лёгкие спортсмены-одиночники тоже получили возможность хорошо выступать на Олимпиаде. Первым олимпийским чемпионом в новом классе стал молодой бразилец Роберт Шейдт, который на тот момент был уже трехкратным чемпионом мира в этом классе.

## Лазер Радиал или ILCA 6
С 2008 года женский олимпийский класс «Европа» для одиночек был заменен на модификацию стандартного «Лазера» — «Лазер Радиал». «Радиал» имеет абсолютно такой же корпус, как и стандартный «Лазер», с тем лишь отличием, что его мачта ниже, а парус немного меньше — 5,76 м² против 7,06 м² у стандарта. «Лазер Радиал» наиболее хорошо подходит для спортсменов весом 60-65 килограмм и поэтому был рекомендован как новый олимпийский класс для женщин. Первой олимпийской чемпионкой в «Радиале» стала американка Анна Танниклифф.

## Модификации Лазера

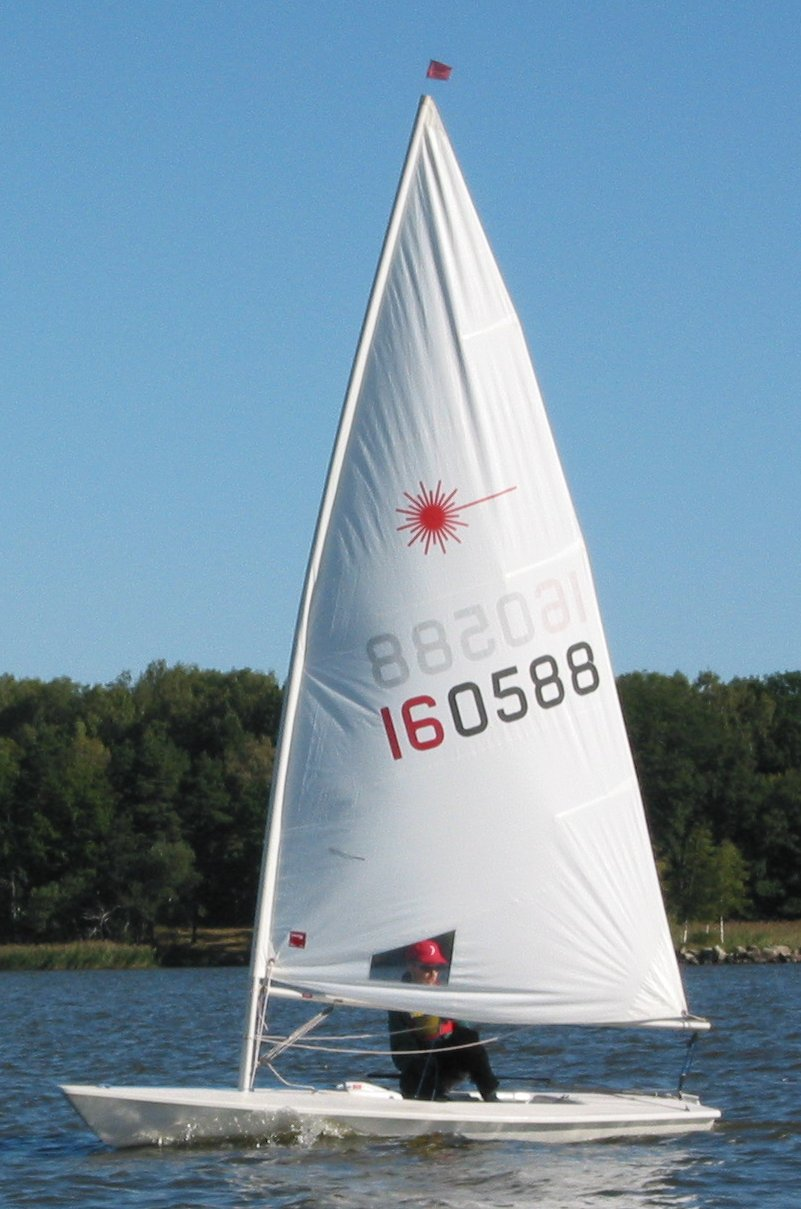
Лазер Стандарт

Лазер Радиал

- Лазер (Лазер-Стандарт)
- Лазер Радиал
- Лазер 4.7